# Эбершванг
Эбершванг (нем. Eberschwang) — ярмарочная община (нем. Marktgemeinde) в Австрии, в федеральной земле Верхняя Австрия. 
Входит в состав округа Рид-им-Иннкрайс.  Население составляет 3330 человек (на 31 декабря 2005 года). Занимает площадь 40 км². Официальный код  —  41204.

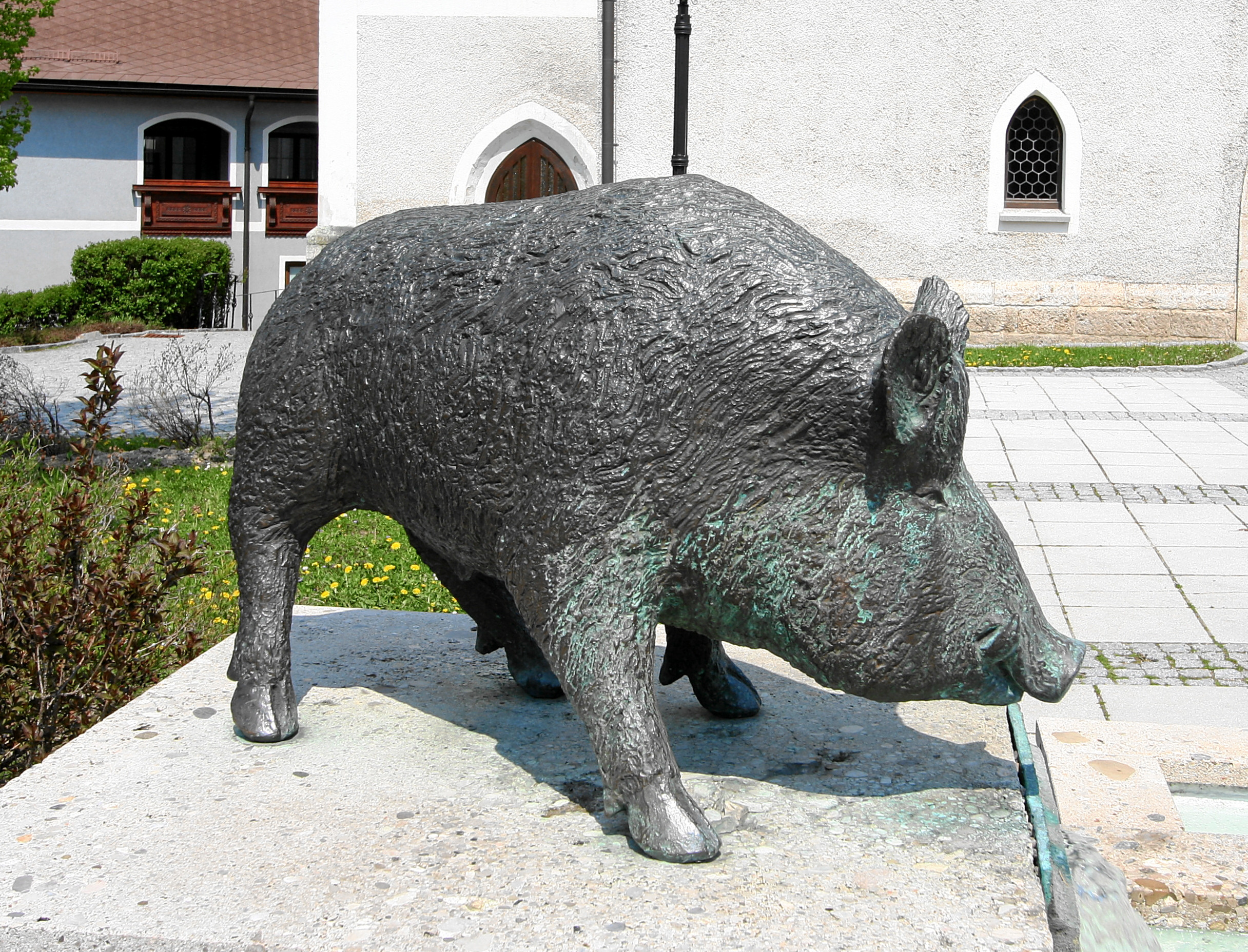
Эбершванг

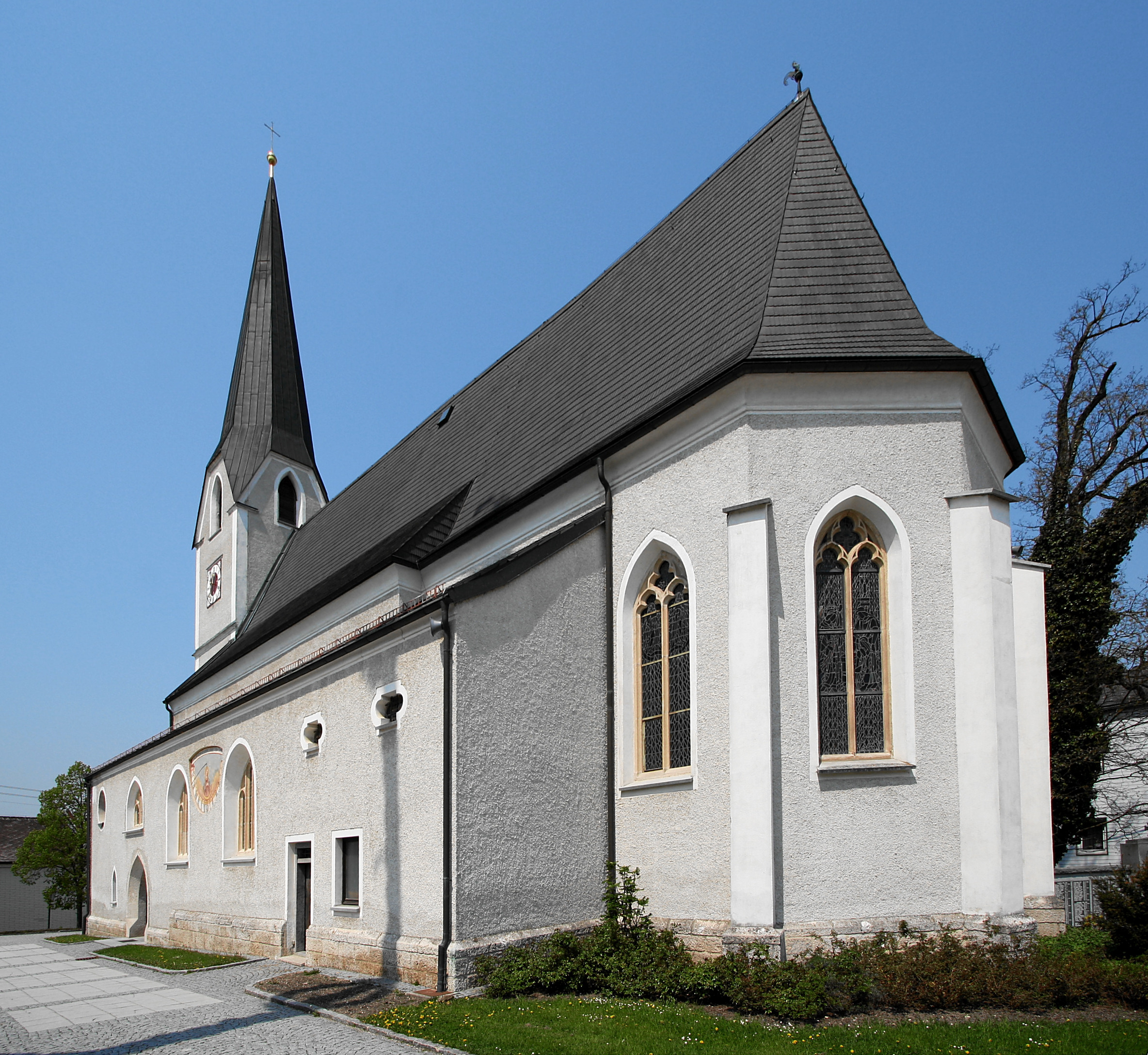
Эбершванг

## Политическая ситуация
Бургомистр общины — Йозеф Блеккенвегнер (СДПА) по результатам выборов 2003 года.
Совет представителей общины (нем. Gemeinderat) состоит из 25 мест.
- СДПА занимает 12 мест.
- АНП занимает 7 мест.
- АПС занимает 4 места.
- Зелёные занимают 2 места.

## Внешние ссылки
- Официальная страница Архивная копия от 5 марта 2007 на Wayback Machine  (нем.)